# كريس ماسوليا
كريس ماسوليا (بالإنجليزية: Chris Massoglia)‏ هو ممثل أمريكي، ولد في 29 مارس 1992 بمنيابولس في الولايات المتحدة.

## وصلات خارجية
- كريس ماسوليا على موقع IMDb (الإنجليزية)
- كريس ماسوليا على موقع روتن توميتوز (الإنجليزية)
- كريس ماسوليا على موقع ألو سيني (الفرنسية)
- كريس ماسوليا على موقع أول موفي (الإنجليزية)
- كريس ماسوليا على موقع قاعدة بيانات الفيلم (الإنجليزية)
- كريس ماسوليا على موقع كينوبويسك (الروسية)